# Tiktok (película)
Tiktok es un cortometraje mudo ugandés de 2015 escrito y dirigido por Usama Mukwaya. Fue protagonizada por Patriq Nkakalukanyi. Es la primera película de Usama bajo su compañía cinematográfica O Studios Entertainment y es la primera como escritor, director y productor. Se estrenó en el Festival de Cine Africano de Mashariki inaugural y recibió una nominación en la categoría mejor cortometraje.

## Sinopsis
Después de ser designado para un nuevo trabajo, Sam, comienza su tan esperado primer día laboral. Llega, pero esta vez con precauciones para manejar su yo previamente desorganizado. Él redacta un nuevo conjunto de pautas para ayudarlo a mejorar y romper con sus malos hábitos pasados, solo para darse cuenta de que algunas de las pautas en el trabajo están en su contra. Cuando finalmente maniobra a través de las tareas de preparación, hacia la salida de la casa, se da cuenta de que los vecinos lo han estado esperando en la puerta para unirse a ellos para ir al servicio de la iglesia. Ahora se da cuenta de que se había despertado en un día equivocado, el día justo antes del día en que debía comenzar a trabajar.￼

## Elenco
- Patriq Nkakalukanyi como Sam